# Givraines
Givraines je francouzská obec v departementu Loiret v regionu Centre-Val de Loire. V roce 2011 zde žilo 398 obyvatel.

## Sousední obce
Barville-en-Gâtinais, Boësses, Boynes, Échilleuses, Gaubertin, La Neuville-sur-Essonne, Yèvre-la-Ville

## Vývoj počtu obyvatel
Počet obyvatel